# St. Georg (Dietersdorf)

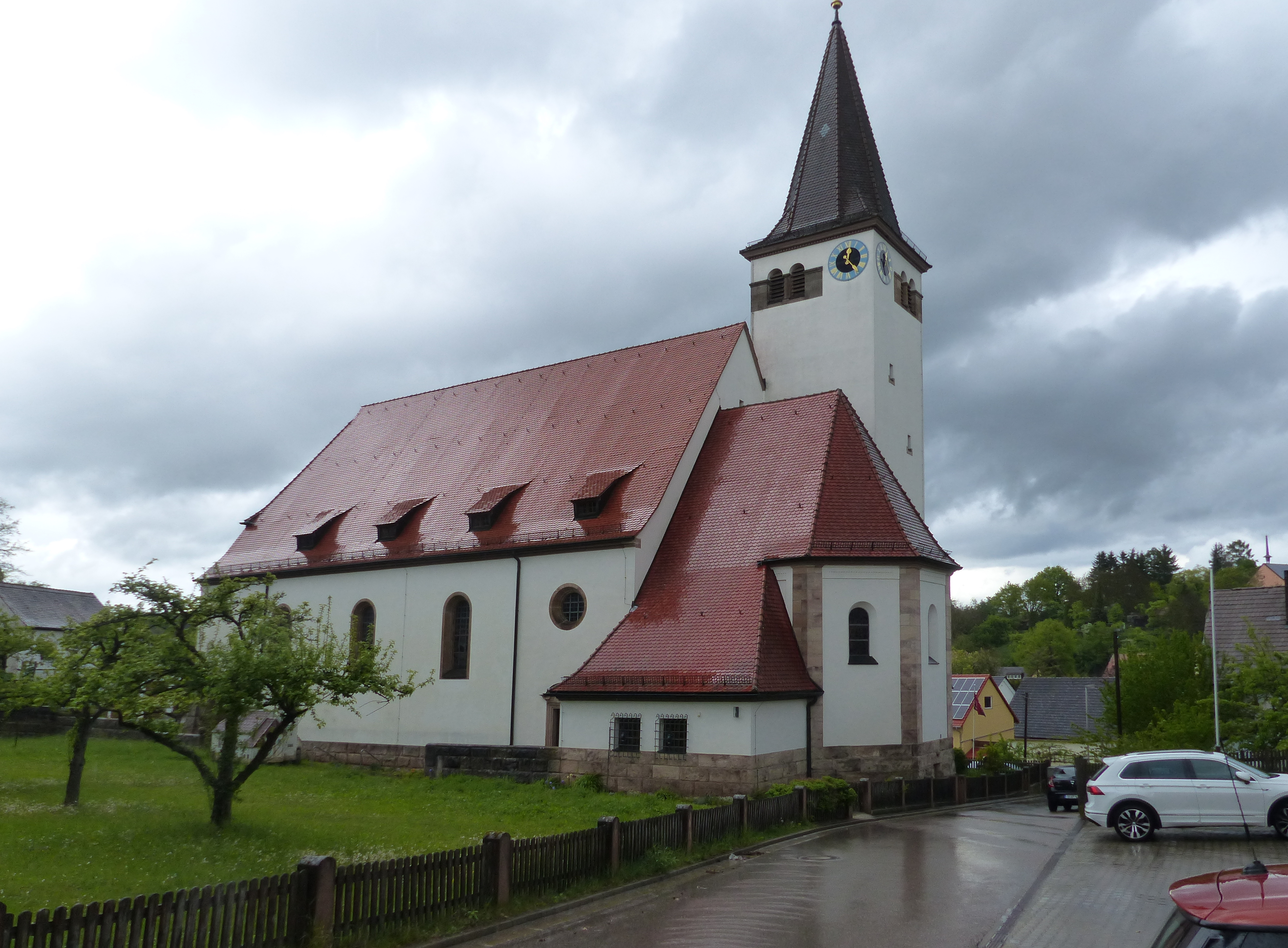
St. Georg (Dietersdorf)

Die evangelische Pfarrkirche St. Georg ist ein denkmalgeschütztes Kirchengebäude, das in Dietersdorf steht, einem Gemeindeteil der kreisfreien Stadt Schwabach (Mittelfranken, Bayern). Namensgeber der Kirche ist der Hl. Georg, einer der Vierzehn Nothelfer. Das Bauwerk ist unter der Denkmalnummer D-5-65-000-239 als Baudenkmal in der Bayerischen Denkmalliste eingetragen. Die Kirchengemeinde gehört zur Region Mitte-West des Evangelisch-Lutherischen Dekanats Schwabach im Kirchenkreis Nürnberg der Evangelisch-Lutherischen Kirche in Bayern.

## Beschreibung
Die verputzte neuromanische Saalkirche wurde 1912–1914 nach einem Entwurf von Jakob Pfaller gebaut. Der Chorflankenturm stammt im Kern aus dem 15. Jahrhundert. Sein oberstes Geschoss, das die Turmuhr und den Glockenstuhl mit drei Kirchenglocken beherbergt, und den achtseitigen, schiefergedeckten, spitzen Helm erhielt er erst später. Auf der gegenüberliegenden Seite des dreiseitig geschlossenen Chors befindet sich die mit einem Schleppdach versehene Sakristei. Das Langhaus, das im Kern aus dem 17. Jahrhundert stammt, ist mit einem Satteldach mit geraden Schleppgauben bedeckt, das im Westen einen Krüppelwalm hat. 
Der Innenraum ist mit einer Kassettendecke überspannt. Zur Kirchenausstattung gehört ein Flügelaltar, der aus den Teilen des alten Altars zusammengesetzt wurde. Im Schrein befindet sich das Bildmotiv einer Deësis vom Anfang des 16. Jahrhunderts. Die Kanzel wurde 1712 gebaut.
Die Orgel hat 24 Register auf zwei Manualen und Pedal.